# Ernest Blerot
Ernest Blerot est un architecte belge, né à Ixelles (Bruxelles) le 21 février 1870 et mort à Ixelles le 19 janvier 1957,.
Il fut l’un des architectes Art nouveau bruxellois les plus prolifiques en maisons individuelles bruxelloises de son époque.
L’essentiel de son œuvre fut produite de 1897 à 1909 et plus particulièrement entre 1898 et 1904, période durant laquelle il réalise une soixantaine d’habitations, la plupart dans les quartiers qui se développent au sud de Bruxelles : Ixelles, Saint-Gilles et Forest.

## Éléments biographiques

### Origines
Ernest Blerot naît le 21 février 1870 à Ixelles, dans un milieu petit bourgeois et catholique. Il est le cadet d'une famille de trois enfants. Son père Joseph Ernest Blerot, né le 25 août 1838 à Bastogne et décédé le 9 octobre 1917 à Ixelles, était pharmacien, chaussée de Wavre, 165, et avait épousé le 25 avril 1864 à Ixelles Jeanne Mélanie Knaepen, née à Ixelles le 15 avril 1844 et y décédée le 14 avril 1900.

### Années de jeunesse
Il a quatorze ans quand il met au point un système similaire au principe des serrures Yale.
Appréciant les randonnées, il se rend régulièrement dans les Alpes valaisannes, en Suisse.
Il étudie l'architecture chez les Frères des écoles chrétiennes à l'école Saint-Luc de Schaerbeek où il décroche son diplôme à une date non précisée.

### L'architecte

#### Spécificités
Ernest Blerot ne cherche pas, à l'inverse de Victor Horta, à révolutionner l’architecture. La conception architecturale de ses réalisations s’écarte peu du schéma classique des habitations unifamiliales bruxelloises de l’époque qui est déterminé en partie par l’apparition de règlements qui fixent les largeurs et profondeurs des parcelles dans les nouveaux quartiers d’habitations, six mètres de façade pour une quinzaine de mètres de profondeur. Les maisons bourgeoises se composent souvent d’un niveau semi enterré destiné au service (cuisine cave) surmonté du « bel étage » surélevé qui comprend trois pièces en enfilade, et de deux étages de chambres. 
L’essentiel des constructions de l’architecte se concentrent dans quelques rues et quartiers de Saint-Gilles et Ixelles, en groupes de maisons mitoyennes, dont le plus important est une suite de dix-sept habitations qui occupent tout un côté de la rue Vanderschrick, percée entre l’avenue Jean Volders et la chaussée de Waterloo. Au pan coupé surmonté d’une lucarne passante, parcouru par les vitrines toutes récentes de la Porteuse d’eau côté Volders, correspond la tourelle d’angle à flèche côté Waterloo. La construction de ce lotissement s’étale en deux phases au profit de la veuve Elsom.
Cette standardisation permet de maintenir l’homogénéité de l’ensemble, et surtout de réduire fortement les délais de constructions et leur coût. Cette méthode de travail rend les maisons réalisées par Blerot accessibles à la petite bourgeoisie auprès de laquelle il est très apprécié. En treize ans d’une carrière qu’il interrompt volontairement pour passer à autre chose, il aura produit près de septante immeubles. En promoteur avisé, il achète des parcelles contiguës, assure la composition urbaine et revend ensuite par entité ou par niveau.  
Il conçoit pour chaque maison une façade différente, chaque élément de décorations extérieur et intérieur est personnalisé. Il dessine lui-même les vitraux, sgraffites, ferronneries, mosaïques, éléments de menuiseries ou poignées de portes dans un grand souci du détail.

### L'homme d'affaires
Ernest Blerot réserve certaines des maisons construites à son patrimoine personnel. Il en transformera par la suite une partie en immeubles à appartements qu’il mettra en location. En peu de temps, il fait fortune. Durant les années suivantes, lorsque l’attrait du public pour le style Art nouveau commence à s’estomper, il éprouvera des difficultés à s’adapter aux nouvelles demandes et cessera ses activités pour voyager à bord d’une automobile transformée par ses soins en caravane.  

### Vie privée
À quarante deux ans, après une carrière bien remplie, Ernest Blerot épouse le 25 juillet 1912 à Ixelles, Yvonne de Gheus d'Elzenwalle née le 26 septembre 1893 à Ixelles et décédée dans sa commune natale le 5 décembre 1951.

### Après la Première Guerre mondiale
En 1919, Ernest Blerot se consacre à la reconstruction du château d’Elzenwalle dans la région d’Ypres, hérité de la famille de son épouse.
À la fin de sa vie, passionné de mécanique, il dessine des prototypes de véhicules automobiles.
Il meurt, à l'âge de 86 ans, le 19 janvier 1957 dans son hôtel particulier situé près des étangs d'Ixelles.
Ernest Blerot est enterré à Voormezele, près d'Ypres.

## Réalisations

### Réalisations conservées
- Bruxelles-ville

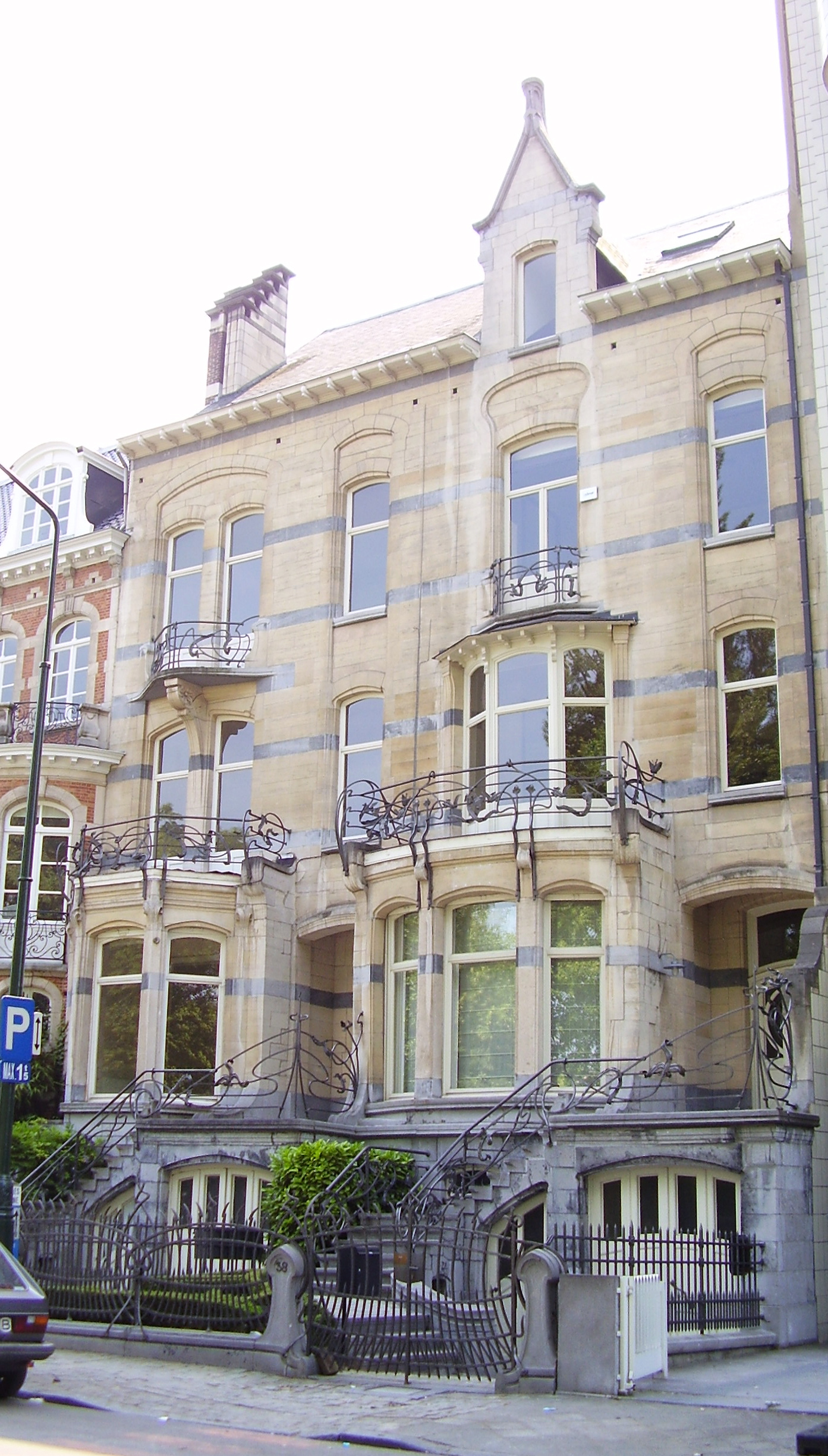
Avenue Général de Gaulle

  - rue de Belle-Vue, n° 30-32-42-44-46
  - rue du Monastère, n° 30
- Forest
  - rue Darwin, n° 15-17 : maison-atelier Louise de Hem (que certains auteurs comme Marco Borsi attribuent à Louise De Hem)
  - avenue Brugmann, n° 120-122-124
- Ixelles
  - avenue des Klauwaerts, n° 16-15
  - rue de la Vallée, n° 40
  - séquence rue Ernest Solvay, n° 12-14-16-18-19-20-22 et rue Saint Boniface, 15-17-19-20-22
  - rue Vilain XIIII, n° 9-11-22
  - avenue du Général de Gaulle, n° 38-39
  - boulevard Général Jacques, n° 97
  - rue Washington, n° 50
  - rue du Châtelain, n° 29
- Saint-Gilles
  - 1900 : place Morichar, n° 41 : maison Van Bellinghen Tomberg
  - 1901 : rue d'Espagne, à l'époque n° 67 ; maison de Monsieur Van Bellingem, avec ornement en sgraffite (soleil) de Gabriel Van Dievoet.
  - 1901 : rue d'Espagne, à l'époque n° 65 ;  probablement aussi d'Ernest Blerot, autre maison de Monsieur Van Bellingem, avec ornements en sgraffite (chardons) de Gabriel Van Dievoet.
  - rue Vanderschrick, n° 1 à 25 (numéros impairs): séquence Blerot
  - avenue Jean Volders n° 12-14-16-18-19-20-42/46-48
  - chaussée de Waterloo n° 13-15

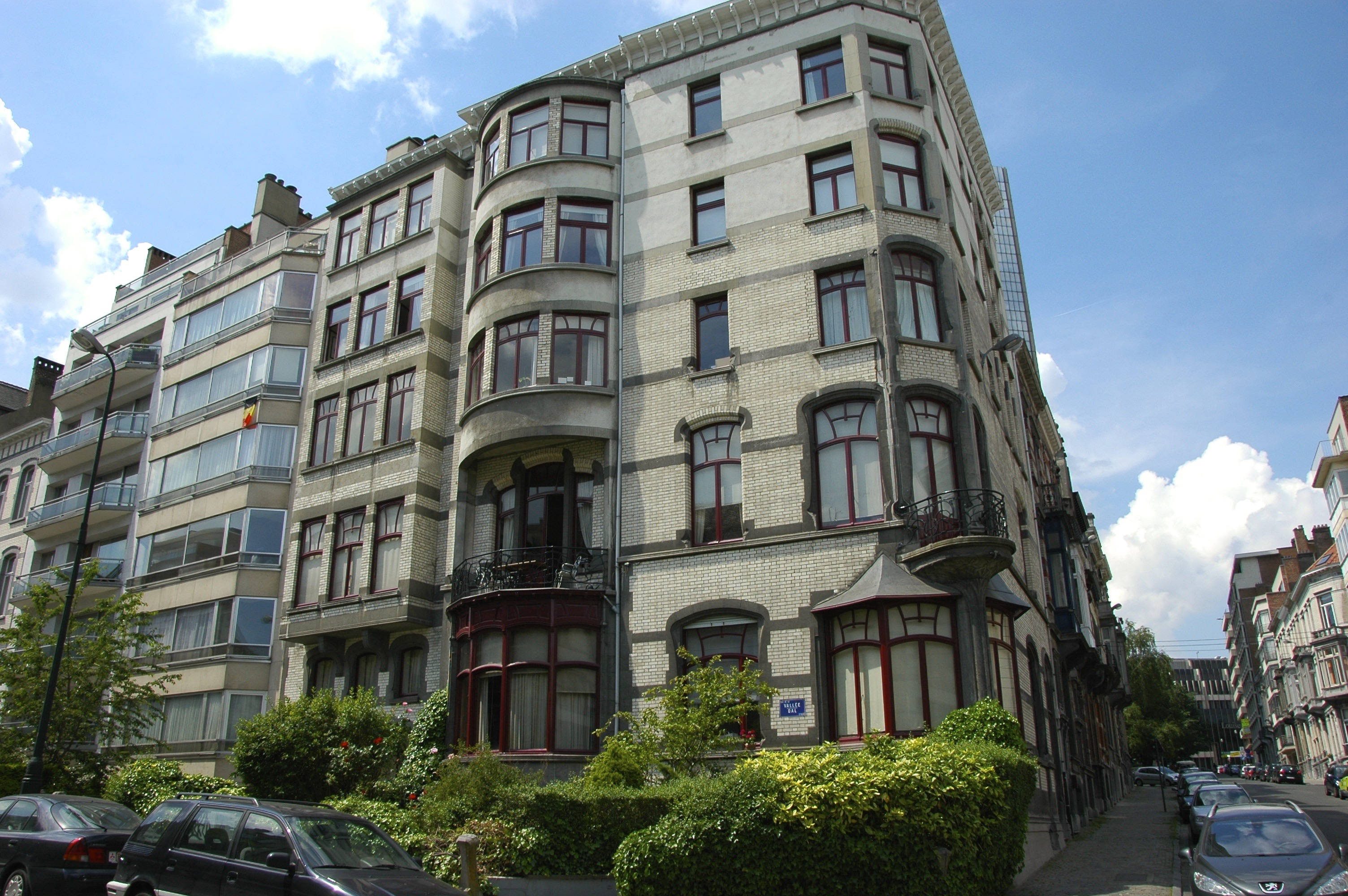
Angle de la rue de la Vallée et de la rue Vilain XIIII, Bruxelles
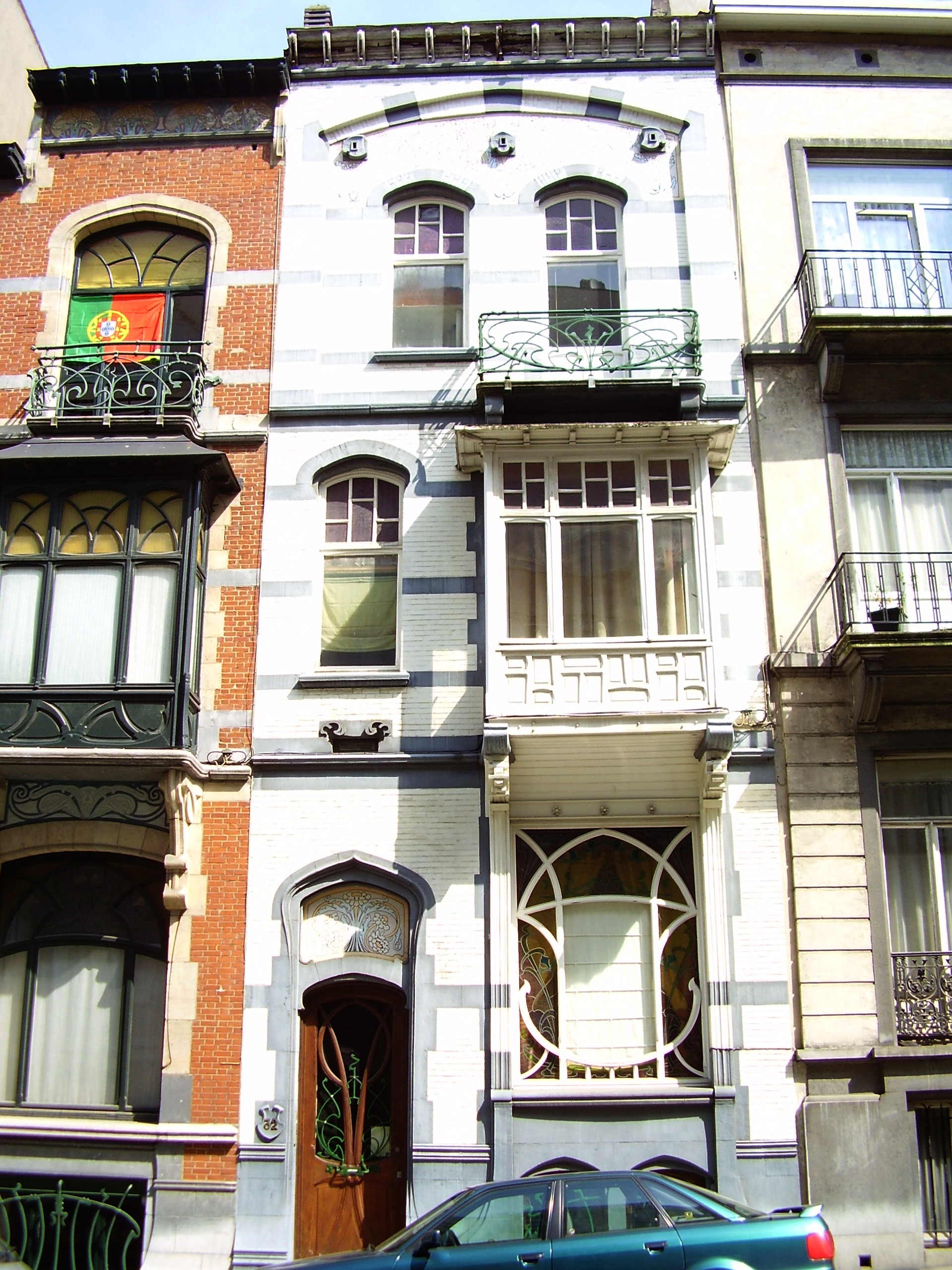
rue de Bellevue, Bruxelles
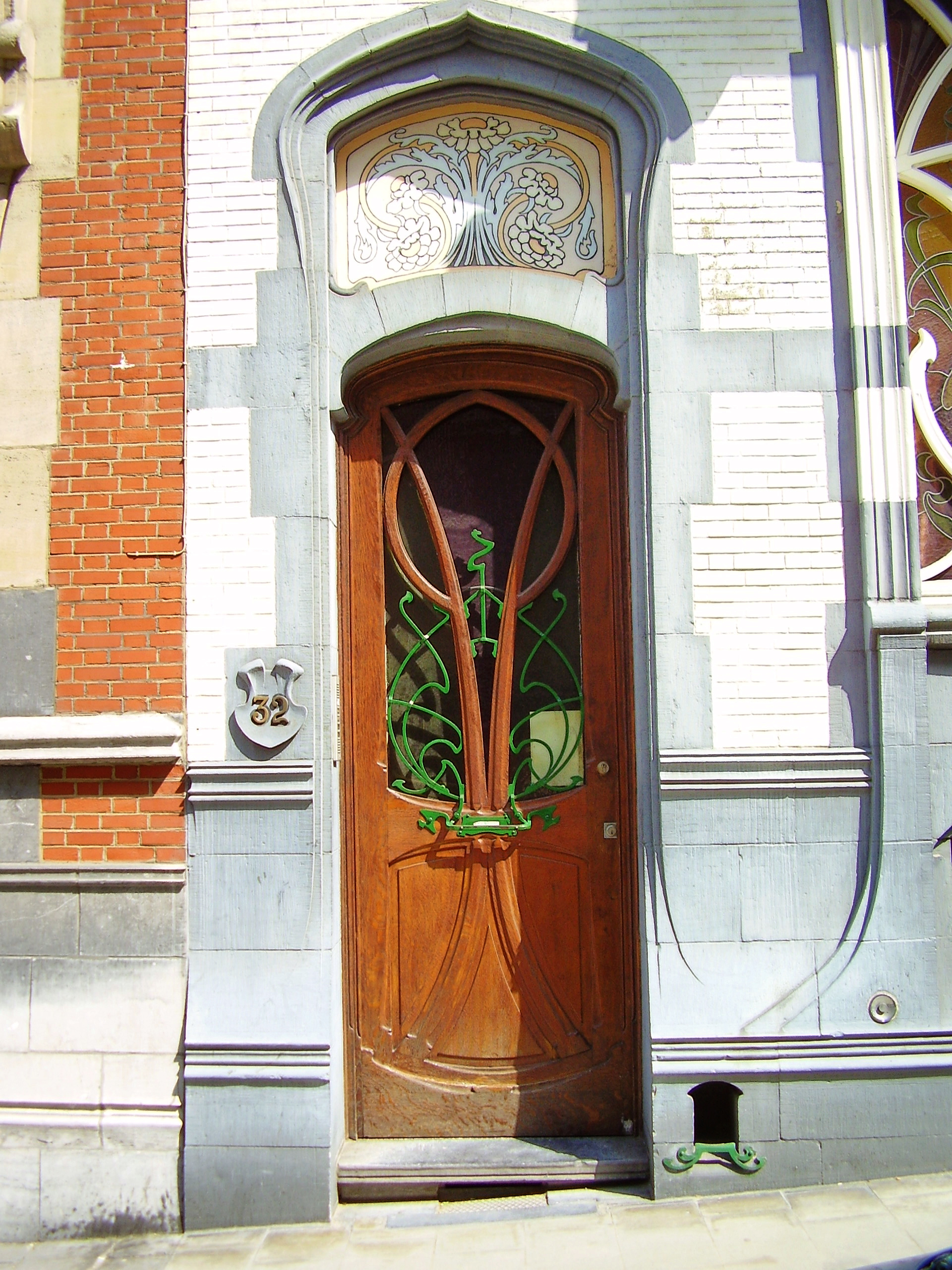
rue de Bellevue, Bruxelles (détail, porte d'entrée)
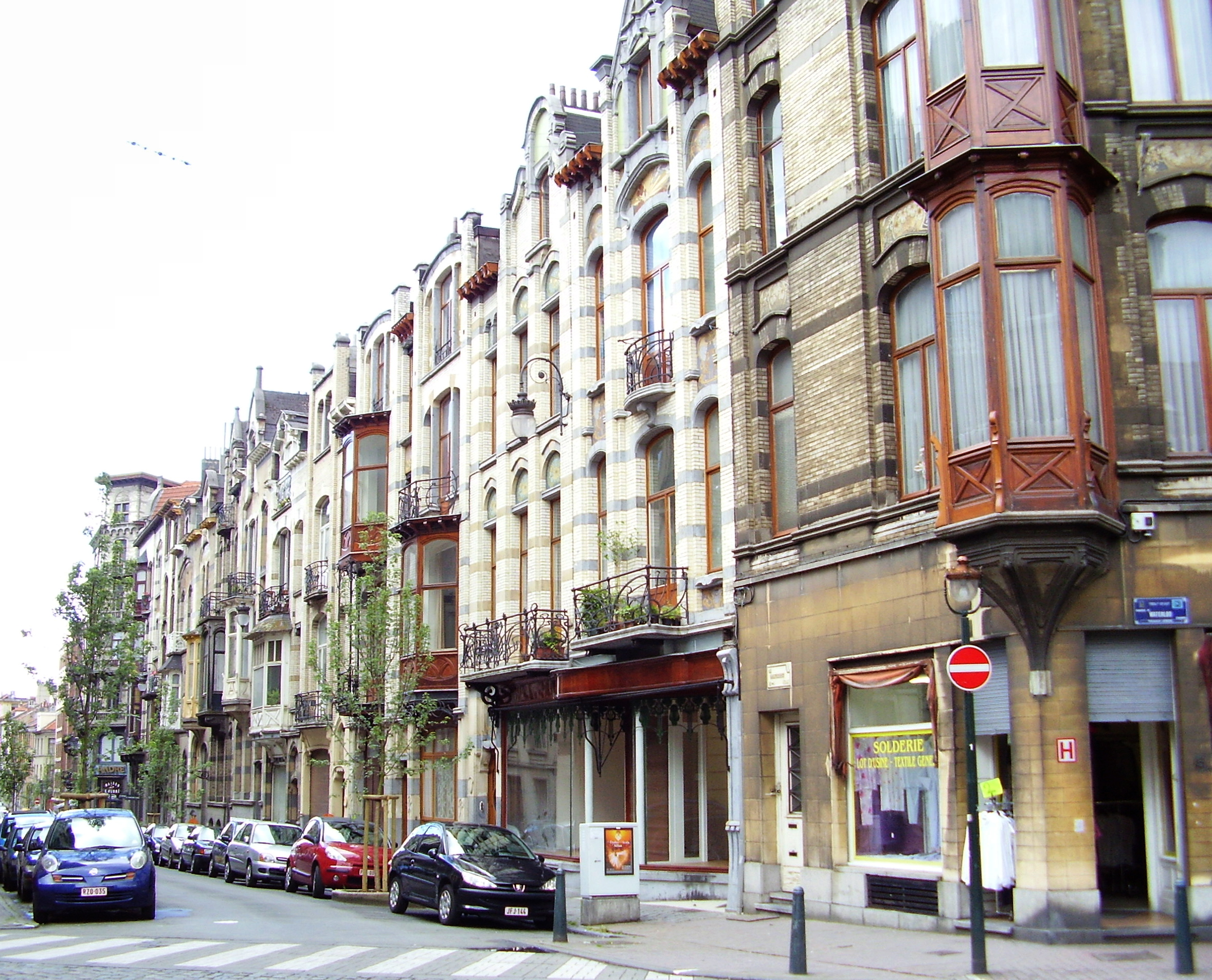
rue Vanderschrick, Saint-Gilles

### Réalisations disparues
- 1901-1908: hôtel particulier de l'architecte, anciennement situé à l'angle de l'avenue de la Cascade (actuelle avenue du Général de Gaulle) et de la rue Vilain XIIII (démoli en 1964)
- Maison anciennement située rue de Belle-Vue, n° 28